# Korean Peninsula Energy Development Organization
Die Korean Peninsula Energy Development Organization (KEDO) wurde am 9. März 1995 von den USA, Südkorea und Japan im Anschluss an das am 21. Oktober 1994 zwischen den USA und Nordkorea geschlossene Genfer Rahmenabkommen gegründet.
KEDO sollte die in der Rahmenvereinbarung festgelegten Maßnahmen umsetzen, die insbesondere den Bau eines modernen Atomkraftwerks in Nordkorea sowie eine Beendigung des eigenen nordkoreanischen Atomprogramms zum Ziel hatten. Es sollten Voraussetzungen dafür geschaffen werden, dass Nordkorea in Zukunft über keine Atomwaffen verfügt. Einige Jahre später traten Schwierigkeiten bei der Projektrealisierung auf, das wechselseitige Misstrauen der Vertragspartner nahm zu und es wurden Vertragsverletzungen festgestellt. KEDO stellte schließlich im Jahr 2006 alle Arbeiten ein.

## Genfer Rahmenabkommen

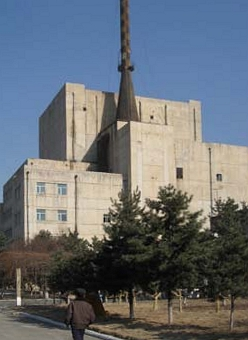
5-MW-Versuchskernreaktor in Nyŏngbyŏn/Nordkorea

Seit den 1950er Jahren betrieb Nordkorea mit technischer Unterstützung der Sowjetunion ein Atomprogramm. Die Weltöffentlichkeit verfolgte diese Aktivitäten mit großer Sorge. Eine entscheidende Wende ergab sich 1985, als Nordkorea auf Druck der Sowjetunion dem Atomwaffensperrvertrag (NVV) beitrat. Ein weiterer Schritt war ein zwischen Nord- und Südkorea 1992 erzieltes Abkommen, das die Koreanische Halbinsel zur atomwaffenfreien Zone erklärte. Die USA demontierten daraufhin ihre in Südkorea stationierten atomaren Waffensysteme. Die International Atomic Energy Agency (IAEA) versuchte anschließend, die nordkoreanischen Atomanlagen insbesondere in Taechon und am Standort Nyŏngbyŏn zu besichtigen. Die Inspektionsreisen wurden jedoch nicht erlaubt. Dies verstärkte die Sorge über die wahren Ziele des Nordkoreanischen Atomprogramms. Durch den Zerfall der Sowjetunion war auch der Einfluss des früheren Know-how Gebers nicht mehr vorhanden. Unter der Führung der USA begannen 1993 Verhandlungen mit Nordkorea, um eine atomare Bewaffnung zu verhindern. Die Verhandlungen führten 1994 zu dem Genfer Rahmenabkommen.
Das Genfer Rahmenabkommen enthielt folgende wesentlichen Regelungen:
- Die USA werden mit Hilfe eines internationalen Konsortiums zwei Leichtwasserreaktoren mit einer Gesamtleistung von 2000 MW in Nordkorea errichten und finanzieren.
- Nordkorea wird bestehende Graphit-moderierten Reaktoren innerhalb eines Monats stilllegen.
- Nordkorea wird zur Bewältigung von Energieproblemen bis zur Fertigstellung der neuen Reaktoren mit bis zu 500.000 jato Rohöl beliefert.
- Die IAEA erhält das Recht, die Stilllegungsmaßnahmen zu überwachen.
- Nach Inbetriebnahme der Leichtwasserreaktoren werden die Graphit-moderierten Reaktoren abgebaut.
- Nordkorea bleibt Mitglied im Atomwaffensperrvertrag und unterwirft sich den Sicherheitsstandards der IAEA.
- Weitere Verhandlungen mit dem Ziel einer friedlichen Zusammenarbeit insbesondere mit Südkorea sind beabsichtigt.

Leichtwasserreaktoren sind im Gegensatz zu den Graphit-moderierten Reaktoren nicht ohne Weiteres zur Herstellung von kernwaffenfähigem Plutonium geeignet.

## Gründung und -Aufbauphase
Um die Ziele des Genfer Rahmenabkommens durchzusetzen, gründeten die Staaten Südkorea, Japan und USA am 9. März 1995 die Organisation KEDO. Das Sekretariat hatte seinen Sitz in New York. Die Gesellschaft verfügte über einen kleinen Stab von rund 30 festangestellten Fachleuten. Entscheidungsgremium war ein Executive Board, der sich aus Vertretern der Gründungsmitglieder sowie später auch Euratom konstituierte. Von vornherein bestand das Interesse, weitere Staaten oder internationale Organisationen zur Mitarbeit oder auch Mitgliedschaft zu gewinnen. Folgende Staaten sind nachfolgend der Organisation beigetreten:
- 1995: Australien, Kanada, Neuseeland
- 1996: Argentinien, Chile, Indonesien
- 1997: Europäische Union über Euratom, Polen
- 1999: Tschechien
- 2000: Usbekistan

Der Auftragswert für das Turnkey-Kernkraftwerksprojekt betrug 4,2 Mrd. USD, insgesamt schätzte man Kosten von rund 5,0 Mrd. USD. Der Standort für die beiden Leichtwasserreaktoren war Kumho, rund 30 km nördlich der am japanischen Meer liegenden Hafenstadt Sinpo. In Kumho stand bereits ein 1987 begonnenes aber nicht vollendetes Atomkraftwerk auf der Grundlage von russischem Know-how. Hauptlieferanten waren Hersteller und Dienstleister aus Südkorea. Zur Finanzierung haben die KEDO-Mitglieder bis 2005 einen Betrag von 2,5 Mrd. USD aufgebracht, wovon Südkorea ca. 60 % und Japan ca. 20 % finanziert haben.
Executive Direktoren der KEDO waren:
- Stephen W. Bosworth, 1995–1997
- L. Desaix Anderson, 1997–2001
- Charles Kartman, 2001–2005

## Das Ende
Es war ursprünglich geplant, dass das Kernkraftwerk im Jahr 2003 in Betrieb gehen sollte. Die Realisierung verlief jedoch langsamer. Durch die Asienkrise verzögerte sich die Finanzierung insbesondere auf Seiten der Südkoreaner. Auch benötigte die Einrichtung der Baustelle, die Verhandlung mit den Lieferanten und die Einigung über die Kostenteilung zwischen den KEDO-Mitgliedern mehr Zeit als geplant. Der erste Beton für die Fundamente wurde erst am 7. August 2002 gegossen. Diese massiven Verzögerungen stießen bei Nordkorea auf eine erhebliche Verärgerung. Die größten Schwierigkeiten waren allerdings politischer Natur.
Kurz nach Unterzeichnung des Genfer Rahmenabkommens wechselte im Kongress der Vereinigten Staaten die Mehrheit zu den Republikanern, von denen die Vereinbarung heftig kritisiert wurde. Den US Verhandlungsführern wurde vorgeworfen, sie hätten sich unnötig erpressen lassen. Auch sei Nordkorea kein Staat, von dem man ein vertragskonformes Verhalten erwarten könne. Als am 31. August 1998 eine nordkoreanische Taepodong-Rakete in die Japanische See geschossen wurde und im Westen Gerüchte über eine unterirdische Atomanlage in Nordkorea aufkamen, mehrten sich Forderungen nach einer Revision des Abkommens. Im Rahmen des sogenannten Perry Prozesses wurden Ende 1999 Gespräche zur Revision des Genfer Rahmenvertrags begonnen. Nach dem Wechsel der US-Präsidentschaft von Bill Clinton zu George W. Bush Anfang 2001 verschärfte sich die konfrontative Haltung der USA gegenüber Nordkorea. Nach den Terroranschläge am 11. September 2001 erklärte Bush Nordkorea öffentlich zu einem Schurkenstaat und sprach von der Achse des Bösen, zu der er Nordkorea zählte.
Inoffiziellen Berichten zufolge hatte Nordkorea im Jahr 2002 wieder begonnen angereichertes Uran herzustellen. Der Executive Board von KEDO beschloss daraufhin, die Rohöllieferungen einzustellen. Als Reaktion kündigte Nordkorea am 10. Januar 2003 die Mitgliedschaft im Atomwaffensperrvertrag und begann den Reaktor in Nyŏngbyŏn wieder in Betrieb zu nehmen. Ein neuer diplomatischer Versuch waren die Sechs-Parteien-Gespräche (USA, Südkorea, Japan, Russland, China und Nordkorea), die ab 2003 in mehreren Verhandlungsrunden versuchten, die Gefahr einer wieder drohenden atomaren Bewaffnung Nordkoreas abzuwehren. Ein Durchbruch wurde bisher nicht erzielt. Am 21. November 2003 beschloss KEDO wegen Vertragsbruch der nordkoreanischen Seite, die Baumaßnahmen für ein Jahr einzustellen. Ende 2004 wurde die Frist um ein weiteres Jahr verlängert. Da sich keine Verbesserungen einstellten, wurden im Januar 2006 alle Mitarbeiter von der Baustelle abgezogen. Am 31. Mai 2006 beschloss der Executive Board von KEDO wegen wiederholter Vertragsverletzungen der Nordkoreanischen Vertragspartner, das Bauprojekt einzustellen.

## Nachlese
Zum Zeitpunkt der Stilllegung war das Projekt zu knapp 35 % fertiggestellt. Für die Reaktoren befanden sich noch keine Schlüsselkomponenten auf der Baustelle. Die Regelung der finanziellen und rechtlichen Folgen der Stilllegung gestaltete sich schwierig und führte zu längeren Verhandlungen zwischen Südkorea, Japan und USA. Der Rückbau von Komponenten oder der Rücktransport von Bauausrüstung wurde von Nordkorea nicht erlaubt, auch bestand man auf einer Übergabe aller technischen Dokumente und Zeichnungen.
Das Scheitern von KEDO wird von verschiedenen Autoren kommentiert. Das Ziel, eine Vertrauensgrundlage zwischen den USA und Nordkorea aufzubauen, das auch im Genfer Rahmenabkommen angesprochen ist, sei nicht erreicht worden und wohl auch nie ernsthaft versucht worden. Es sei außerdem ein Fehler, China und Russland nicht gleich zu Beginn in die KEDO Organisation einzubinden. Bei den späteren Sechs-Parteien-Gesprächen hätte man dies geändert aber leider zu spät. Vor allem fehlte KEDO eine starke politische Unterstützung seitens der Gründungsmitglieder und insbesondere der USA.